# Frontera entre Rússia i els Estats Units
La frontera entre Rússia i els Estats Units es la frontera íntegrament marítima separa l'estat estatunidenc d'Alaska de l'extrem oriental de Sibèria (Districte autònom de Txukotka i Krai de Kamtxatka) en una línia traçada per conveni que discorre de nord a sud des de l'oceà Àrtic cap al sud, al llarg del mar dels Txuktxis, l'estret de Bering i el mar de Bering.
El seu traçat va ser establert en el tractat signat en Washington el 30 de març de 1867, pel qual l'Imperi Rus va vendre Alaska als Estats Units. Posteriorment, la Unió Soviètica i els EUA van renovar el tractat que assenyalava la frontera mitjançant l'Acord sobre la frontera marítima soviètic-estatunidenc, signat a la mateixa ciutat l'1 de juny de 1990.